# Palais des sports de Rouen
Pour les articles homonymes, voir Palais des sports.
Le palais des sports de Rouen, appelé le Kindarena par contrat de nommage, est une salle omnisports située à Rouen. Elle peut accueillir de 4 500 à 6 000 spectateurs selon sa configuration.
L'architecte est Dominique Perrault (Bibliothèque nationale, piscine olympique de Berlin…). Les travaux ont commencé en 2009 et l'inauguration a eu lieu le 8 septembre 2012.
Le projet a reçu le soutien de Tony Parker, joueur de Déville-lès-Rouen de 1994 à 1997 et de Mont-Saint-Aignan Basket Club en 1997.

## Histoire
En 2005, le projet est lancé par la municipalité de Rouen et la Communauté de l'agglomération rouennaise (devenue la CREA en 2010 puis Métropole Rouen-Normandie en 2015) qui est maître d'ouvrage. Le montant total du projet s'élève à 37,4 millions d’euros, dont 10 millions d’acquisitions foncières. Les travaux débutent en 2009. Le coût du palais est de 52,4 millions d’euros financés par la communauté d'agglomération Rouen-Elbeuf-Austreberthe.
La salle est inaugurée le 8 septembre 2012.
Sur sa première saison d'exploitation, le Kindarena est le 2e palais des sports en France derrière Bercy en termes de fréquentation, ayant accueilli près de 165 000 spectateurs sur l'année.
Au printemps 2021, le palais des sports accueille un centre de vaccination dans le cadre de la campagne de vaccination contre la Covid-19.

## Situation géographique
Le Palais des sports est bâti à l'ouest de la rive droite de Rouen, dans le futur quartier Luciline, entre l'avenue du Mont-Riboudet et la Seine, à la sortie de l'A150 (Barentin - Le Havre). Ce quartier a été choisi pour la construction du palais car il est en totale rénovation, ce qui a permis de trouver un terrain pour construire l'édifice volumineux (31 500 m2), les espaces libres se faisant rares dans l'agglomération.

## L'édifice
Sous la forme de deux prismes inversés, cet ouvrage de l’architecte Dominique Perrault conjugue l’inox brillant plissé de la superstructure au béton des emmarchements du parvis. Par un savant jeu de miroir, l’auvent reflète l’édifice et son environnement au sens plus large, tirant parti de la topographie naturelle du site qui permet d’inscrire deux niveaux d’ouverture : l’un, de plain-pied consacré au palais du quotidien, l’autre, dédié aux événements exceptionnels conduisant le public à gravir les marches. Une dialectique qui trouve son écho dans les usages, qui, au-delà des activités sportives, s’ouvrent à la sphère culturelle. Le Palais des sports de Dominique Perrault a été consacré par le Prix de l'équipement Public de Haute Normandie en 2014.
Le Palais des sports s'étend sur une surface totale de 31 540 m2 et possède plusieurs salles :
- la salle principale, modulable de 4 500 à 6 000 places avec un plateau central de 56 m sur 32 m ;
- une seconde salle de 864 places (extensible à 1 200) ;
- une salle d'échauffement de 400 m2 ;
- une salle de musculation ;
- salons de réception et conférence de 1 500 m2 ;
- espaces VIP ;
- une infirmerie ;
- des vestiaires ;
- un lieu de contrôle antidopage ;
- des bureaux.

## Programmation

### Événements
- 9 septembre 2012 : Tournoi de futsal entre l'US Quevilly, le FC Rouen, le SCO Angers et Le Mans FC
- 18 septembre 2012 : Match de Tennis de Table qualification pour le Championnat d'Europe : France-Suède
- 1er novembre 2012 : Match de Handball qualification pour le Championnat d'Europe 2014 : France / Lituanie
- 26 janvier 2013 : Perche Élite Tour
- 1er au 3 février 2013 : France / Israël, premier tour de Coupe Davis de tennis[6]
- 19 mars 2013 : Championnats de France individuels universitaires 1re division de judo
- 21 juin 2013: Ligue mondiale de volley-ball : France / Pologne
- 24 octobre 2013 : Match de Handball qualification pour le Championnat d'Europe 2014 Féminin : France / Slovaquie
- 14 novembre 2013 : WWE Live Show
- 25 janvier 2014 : Perche Élite Tour. Renaud Lavillenie y bat le record de France de saut à la perche en salle avec un saut à 6,04 m.
- 3 au 5 juin 2014 : Championnat de France Universitaire de Handball élite.
- 13 juin 2014 : Ligue mondiale de volley-ball - France / Allemagne
- 28 et 29 mars 2015 : Final 4 Coupe de la Ligue de Handball LNH
- 7 janvier 2016 : Handball - Golden League Masculin (France, Norvège, Danemark et Qatar)
- 4 au 7 février 2016 : Championnats de France de badminton
- Janvier 2017 : Championnat du monde de handball masculin
- 7 au 9 avril 2017 : France / Grande-Bretagne, 1/4 de finale de Coupe Davis de tennis[7]
- 1 et 2 septembre 2017 : Trophée des Champions de Handball 2017, qui voit encore la victoire du HBC Nantes au Kindarena
- 2 au 4 mars 2018 : Championnats de France de tennis de table[8]
- 20 au 21 avril 2019 : France / Roumanie, 1/2 de finale de Fed Cup de tennis[9]
- du 17 au 23 octobre 2022 : Tournoi de tennis de Rouen (WTA 2022)
- du 9 au 15 octobre 2023 : Tournoi de tennis de Rouen (WTA 2023)
- du 15 au 21 avril 2024 : Tournoi de tennis de Rouen (WTA 2024)
- du 14 au 20 avril 2025 : Tournoi de tennis de Rouen (WTA 2025)
- 29 juin 2025 : Finale du Championnat de France de PRO A de Tennis de Table

## Dénomination
Le nom du Palais des Sports est dévoilé le 16 novembre 2011 : il s'agit de la « Kindarena », nom dérivé de la marque Kinder du groupe Ferrero et du mot arena, dans le cadre d'un contrat de nommage. Le siège français du groupe est en effet implanté dans l'agglomération rouennaise, à Mont-Saint-Aignan.
Le groupe Ferrero verse 500 000 euros par an pendant 10 ans à la Métropole Rouen-Normandie pour honorer ce contrat.
Le 8 mars 2022, à l'occasion de la journée internationale des droits des femmes, la Métropole annonce la nomination des deux salles sportives du Palais des sports à la suite d'une concertation publique. La grande salle devient alors salle Céline Dumerc, ancienne internationale de basket-ball et la seconde salle, salle Amélie Mauresmo, ancienne numéro 1 mondial de tennis.

## Clubs résidents
Depuis son ouverture, la salle accueille les matchs du Rouen Métropole Basket, club de Pro B. Auparavant, le club jouait ses matchs dans la salle des Cotonniers, une enceinte bien trop restreinte pour un club de ce niveau (1 300 places) et qui ne comportait aucune loge pour y recevoir des partenaires.

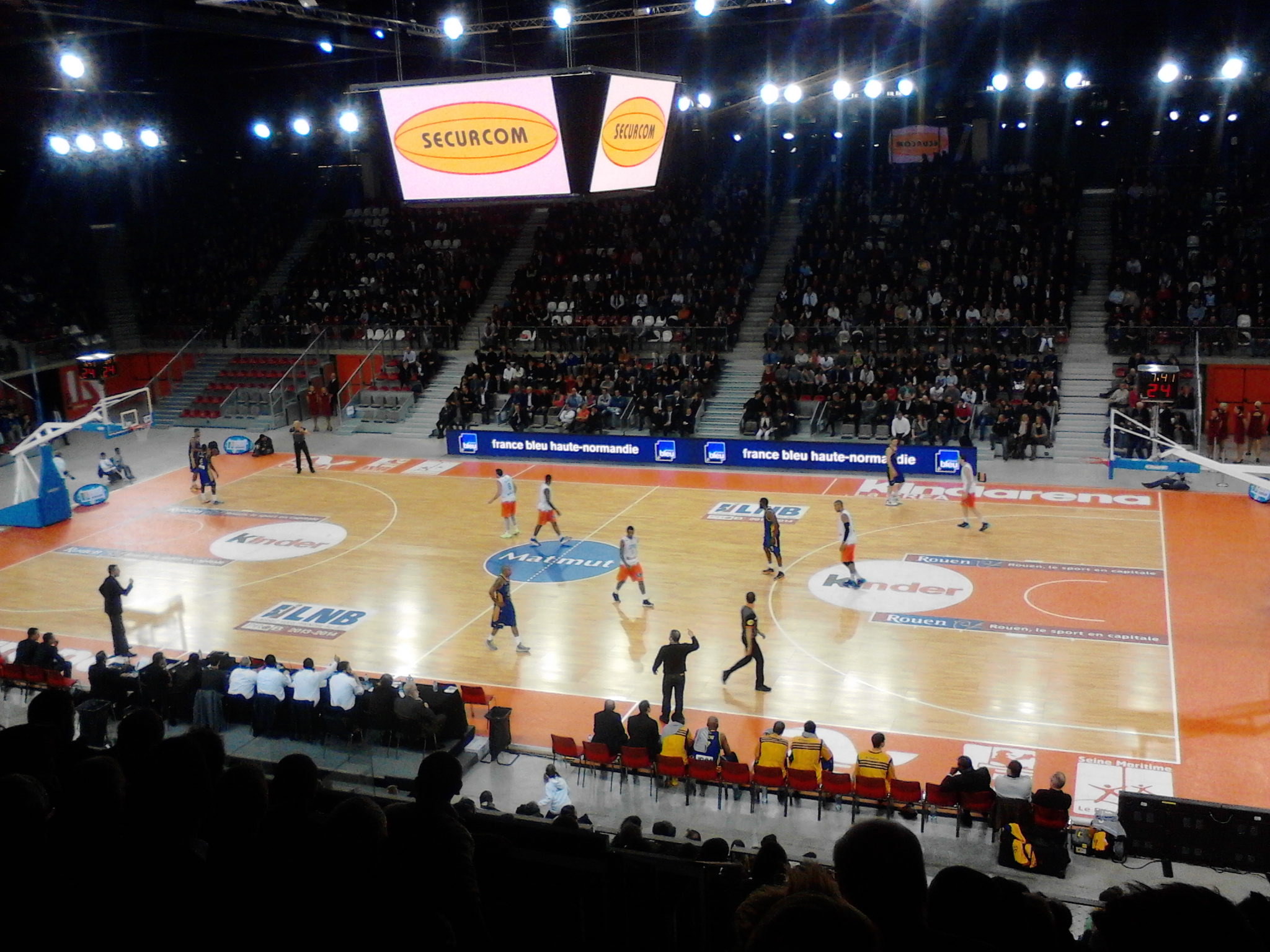
Le Kindarena en configuration basket durant la rencontre SPO Rouen - ALM Evreux, comptant pour la de Pro B le 17 janvier 2014.

Certaines critiques portent sur le choix de ne pas aller jusqu'au bout de la logique de salle omnisports. Ce qui est au centre du problème est la taille du plateau central de la salle principale. Il est trop court de quelques mètres pour accueillir une patinoire aux dimensions olympiques (60 m × 30), ce qui empêchera le Rouen Hockey élite 76 d'y disputer des matchs notamment en coupe d'Europe.
La salle annexe est la salle principale du Rouen Handball, club qui évolue en Nationale 2 (féminin et masculin) et le club de Oissel Rouen Métropole Handball qui évolue en  Nationale 2 également.